# St. Anna (Sauerthal)

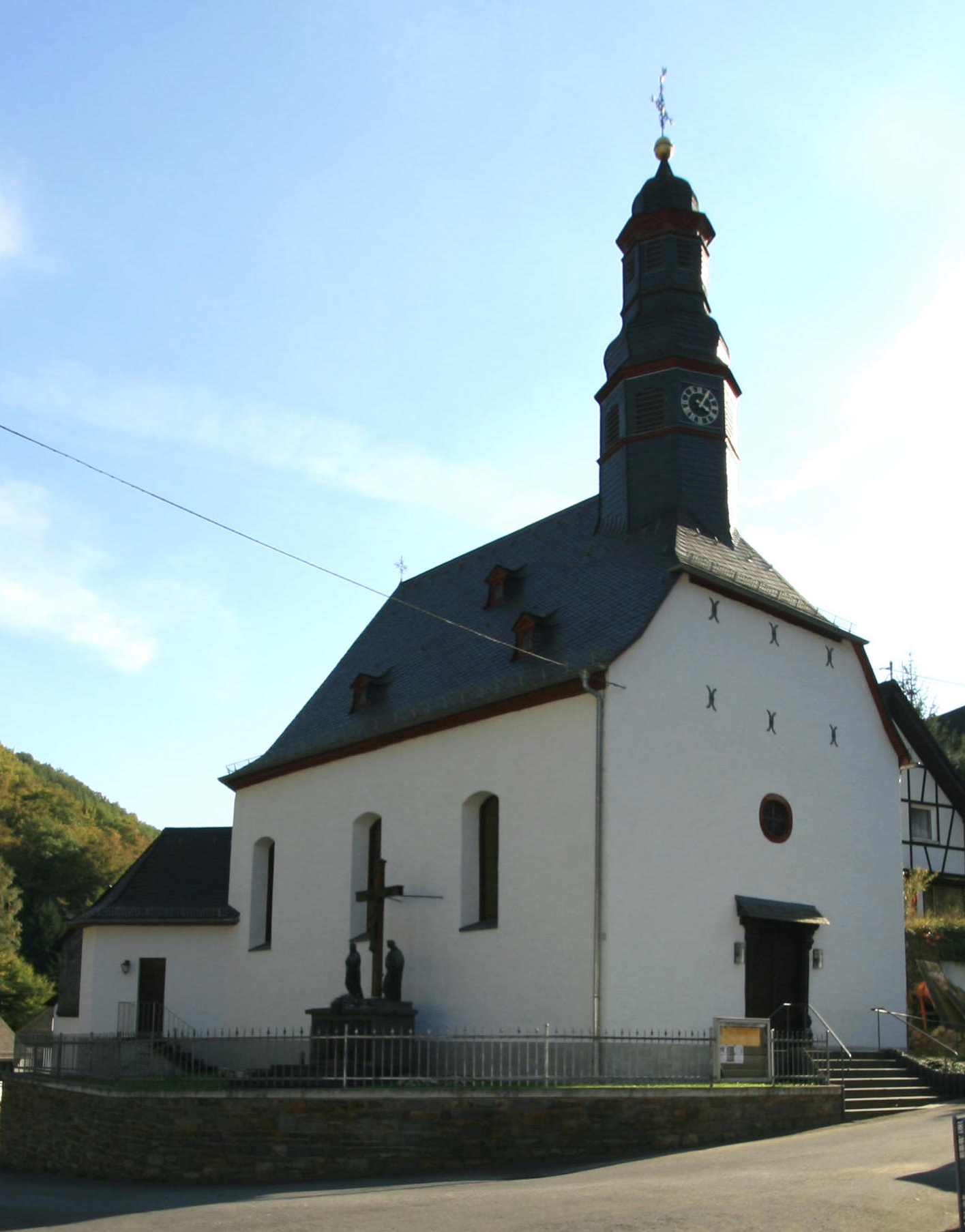
Kirche St. Anna in Sauerthal

Die katholische Kirche St. Anna ist ein denkmalgeschütztes Kirchengebäude in Sauerthal, einer Gemeinde in der Verbandsgemeinde Loreley. Sie ist heute eine Filialkirche der Pfarrei Heilig Kreuz Rheingau, einer Pfarrei neuen Typs. Seit 2015 ist der sogenannte Rheingauer Dom in Geisenheim auch Pfarrkirche von Sauerthal.

## Geschichte
Bis zur Reformation gehörte Sauerthal kirchlich zum kurtrierischen Landkapitel Marienfels, danach zum Landkapitel Cunostein-Engers und wurde zeitweise von der Pfarrei Kaub aus betreut. Für die Bewohner wurden Gottesdienste meist in der Burgkapelle der über dem kleinen Weiler liegenden Sauerburg abgehalten. Im Ort selbst gab es nur eine kleine hölzerne Kapelle. Die Sauerburg, mit Sauerthal den Höfen Oders und Fronborn (heute Sauerberger Hof), wurden 1505 als eigene Vogtei von dem Pfalzgrafen Philipp der Aufrichtige an den Ritter Philipp von Cronberg verkauft. 1617 erwarben die Brömser von Rüdesheim die Vogtei. Nach dessen Aussterben 1668 ging diese durch Erbschaft an die Metternich über und kam schließlich an die späteren Reichsgrafen Sickingen zu Sickingen. 1689 wurde die Sauerburg mit Kapelle durch die Truppen Ludwigs XIV. im Pfälzischen Erbfolgekrieg eingenommen und beim Abzug zerstört. Sauerthal war bis auf sechs Bewohner fast ausgestorben. Nur allmählich erholte sich der kleine Ort von den Kriegswirren des 17. Jh., durch Zuzug normalisierte sich die Einwohnerzahl wieder. Bei der kurpfälzischen Kirchenteilung wurde Sauerthal der reformierten Gemeinde Weisel als Filiale zugeschlagen, aber der beharrliche Gottesdienstboykott der katholischen Bevölkerung veranlasste Weisel, die kleine Filialkapelle wieder abzutreten. 1709 wurde von dem Lehnsinhaber von Sickingen mit dem Ranseler Pfarrer ein Vertrag über eine seelsorgerische Betreuung beschlossen.
1748/1750 wurde durch Fronarbeit, Spenden und Geld des Patronatsherrn von Sickingen die heutige Kirche anstelle der hölzernen Kapelle errichtet. Die Versuche der Patronatsherrn in Sauerthal, eine eigenständige Pfarrei zu gründen misslangen. Trotz vorhandenem Pfarrhaus war es wegen der kläglichen Dotierung nicht möglich, einen Seelsorger auf Dauer zu gewinnen.  Während die Sickinger 1806 durch die Rheinbundakte die Souveränität über die Vogtei Sauerthal an das neu geschaffene Herzogtum Nassau verloren, gewannen die Bewohner die Befreiung von der bis dahin geltenden Leibeigenschaft. 1824 verzichtete Franz von Sickingen auch auf die familiengebundenen Patronatsrechte und so wurde am 25. August desselben Jahres die Kirche St. Anna in Sauerthal eine Filialkirche der Pfarrei St. Katharina (Ransel).
Bis 1980 verfügte die Ranseler Pfarrei über einen eigenen Pfarrer, danach übernahm jener von Lorch dessen Aufgaben. Ransel mit seinen Filialen Wollmerschied und Sauerthal blieb aber weiter eine eigenständige Pfarrei. Am 1. Januar 2010 schlossen sich die Pfarreien St. Martin (Lorch), St. Bonifatius (Lorchhausen) und St. Katharina (Ransel) mit ihren beiden Filialen St. Anna (Sauerthal) und St. Antonius (Wollmerschied) zur erweiterten Pfarrei St. Martin (Lorch) zusammen. 2015 erfolgte die Gründung der Pfarrei Heilig Kreuz Rheingau, zu dessen 13 Kirchorten nun auch die Filiale Sauerthal gehört.

## Architektur
Bei der Kirche St. Anna handelt es sich um einen schlichten Saalbau mit dreiseitigem Chorschluss. Die Flachdecke ist mit einer Voute versehen. Das schiefergedeckte Walmdach wird bekrönt von einem barocken achtseitigen Glockendachreiter mit Haube und Laterne. Die Außenwände des aus Schieferbruchsteinen errichteten, rechteckigen Gebäudes sind verputzt. Die Seitenwände sind durchbrochen von sechs rundbogigen Fensteröffnungen. Die Fenster sind hellglasig mit mittig angeordneten modernen christlichen Symbolen (Mitte 20. Jh.). Ein Rundfenster befindet sich in der Abschlusswand des Chores sowie in der gegenüberliegenden Fassade mit dem Eingangsportal. Über dem Eingang befindet sich innen eine Orgelempore. Seitlich außen am Chor angebaut ist eine Sakristei aus neuerer Zeit.

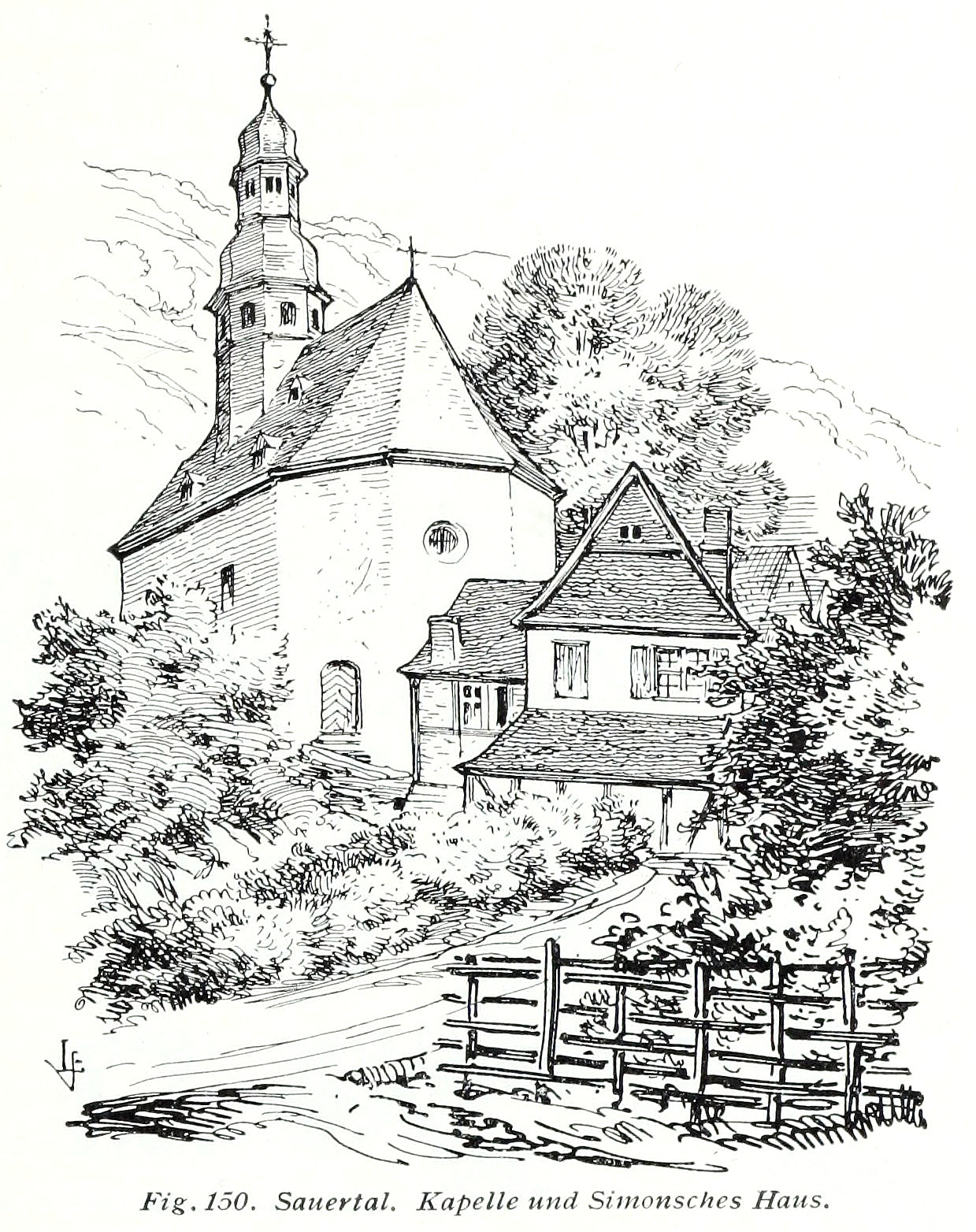
Die Kirche um 1900, nach einer Zeichnung des Ferdinand Luthmer
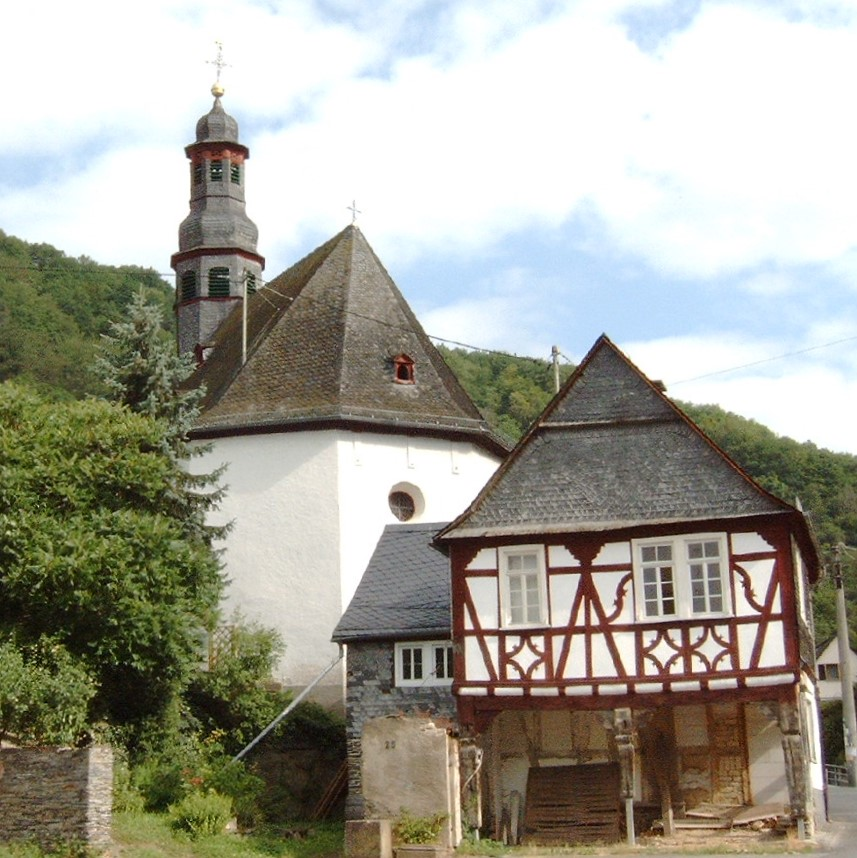
Die Kirche heutiger Zustand
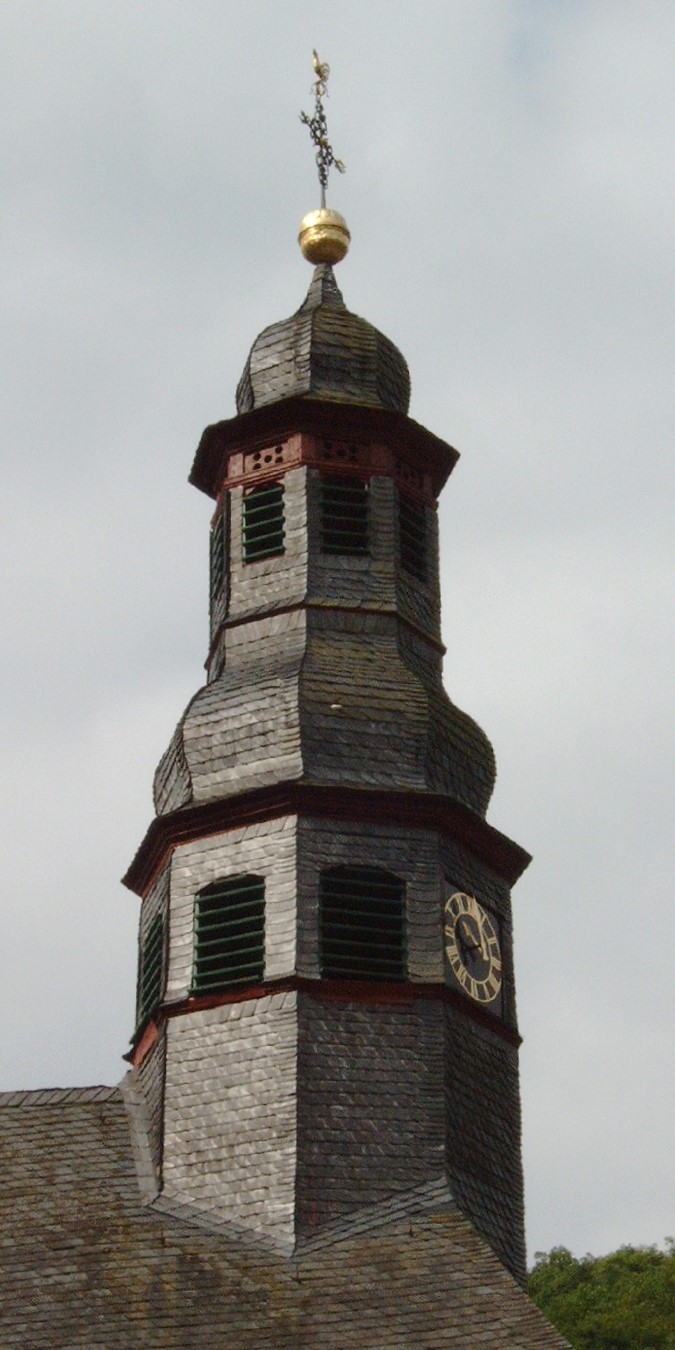
Glockendachreiter
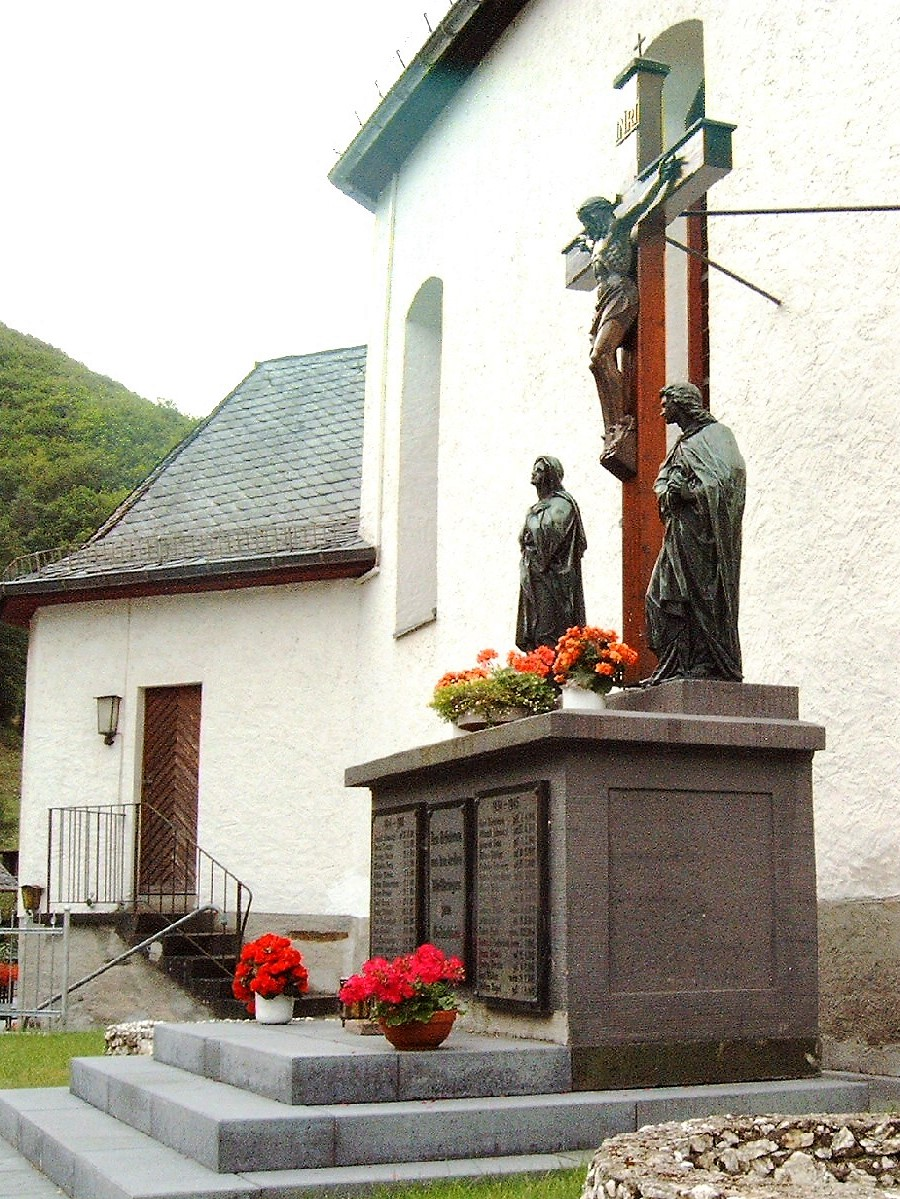
Gefallenen-Ehrenmal mit Kreuzigungsgruppe

## Ausstattung
Die Anordnung der Ausstattung im Altarraum wurde den Bedürfnissen der heutigen Liturgie angepasst. So wurde das künstlerisch wertvolle Altarretabel des Hochaltares von dessen Mensa getrennt und seitlich an der Schrägwand des Chores befestigt. Die Mensa wurde zu einem Volksaltar umgearbeitet. Am ehemaligen Standort des Hochaltars befindet sich über einem Gestühl für Priester und Messdiener als zentrales Motiv die Kirchenpatronin St. Anna, dargestellt als Anna-selbdritt-Skulptur.
- Altarretabel mit gedrehten Säulen, Knorpelwerk, Dekor und Kreuzigungsgruppe (1670)
- Volksaltar, umgearbeitete Mensa des Hochaltares (1670)
- Kanzel (Ende 17. Jh.)
- Anna-selbdritt-Skulptur (18.  Jh.)
- Evangelist Johannes, Skulptur (18. Jh.), anspruchsvolle Arbeit
- Antonius von Padua, Skulptur (18. Jh.)
- Laurentius von Rom, Skulptur (18. Jh.)
- Barbara, Skulptur (18. Jh.)
- Muttergottes, Skulptur (18. Jh.)
- Orgel von Carl Horn  aus dem Jahr 1903, original erhalten

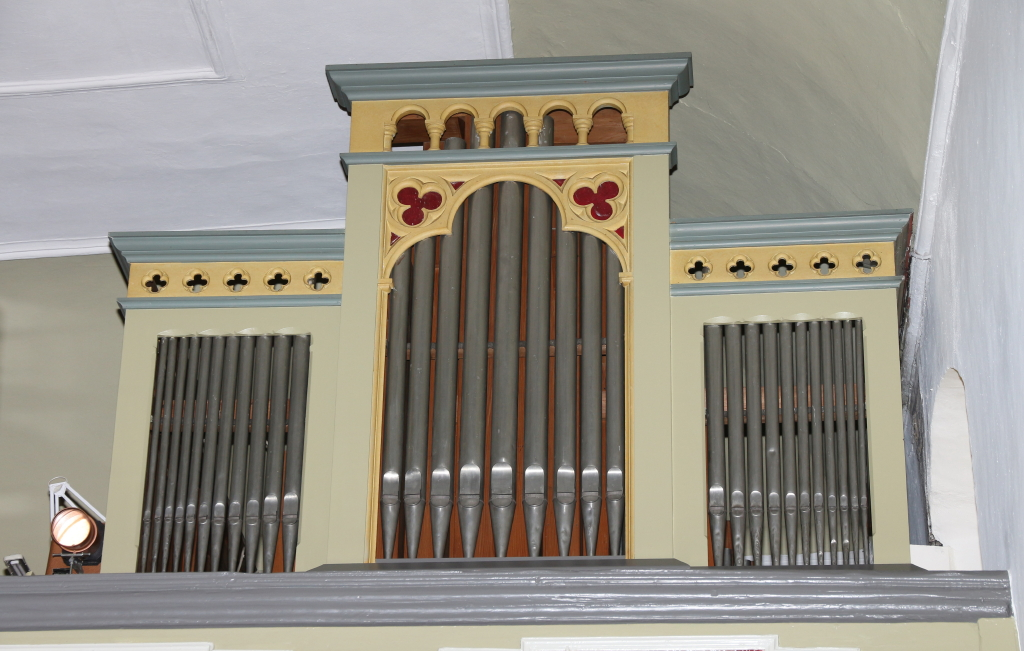
Horn-Orgel in Sauerthal (1903) – Orgelprospekt
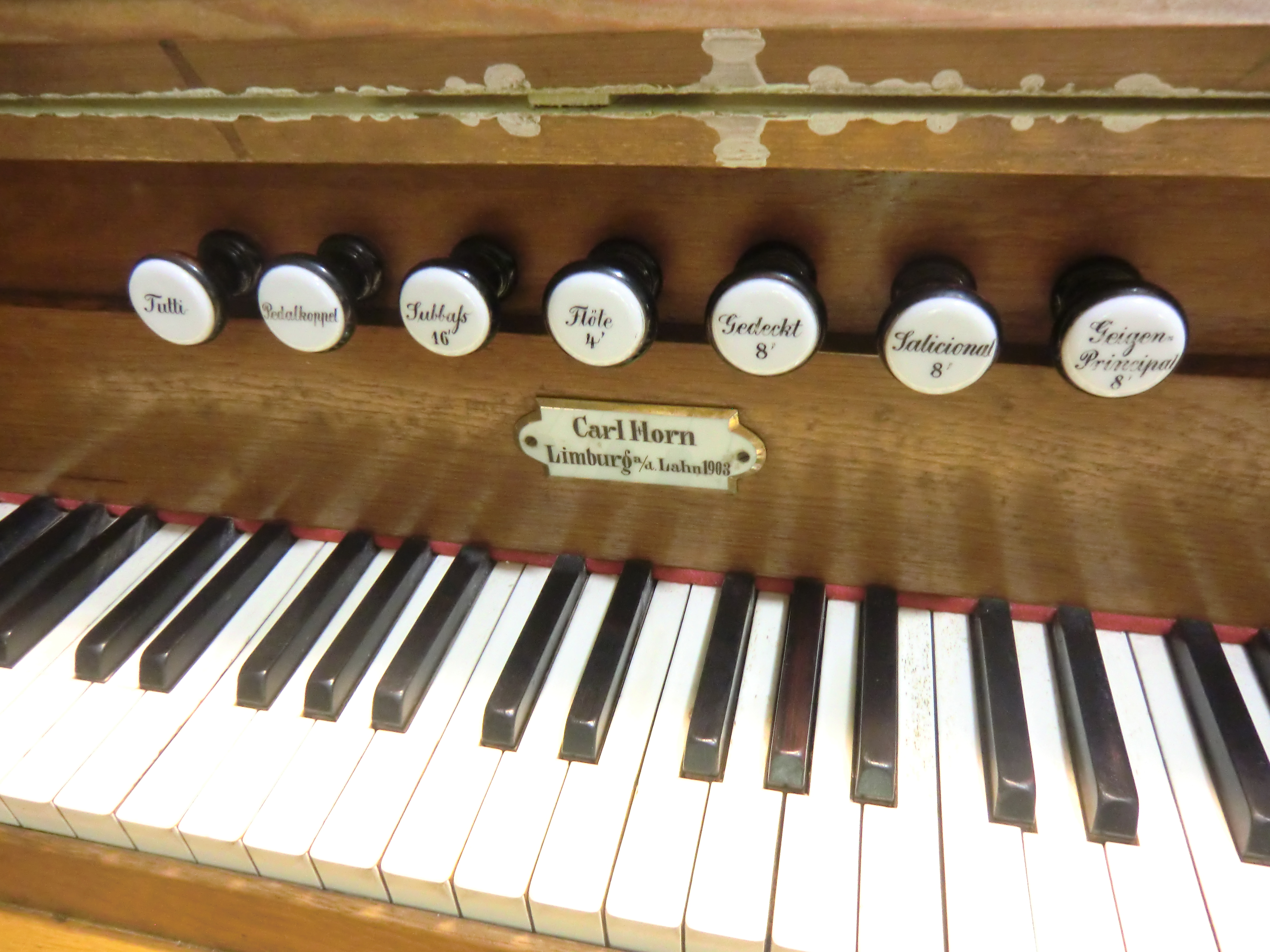
Registerzüge (mechanisch)
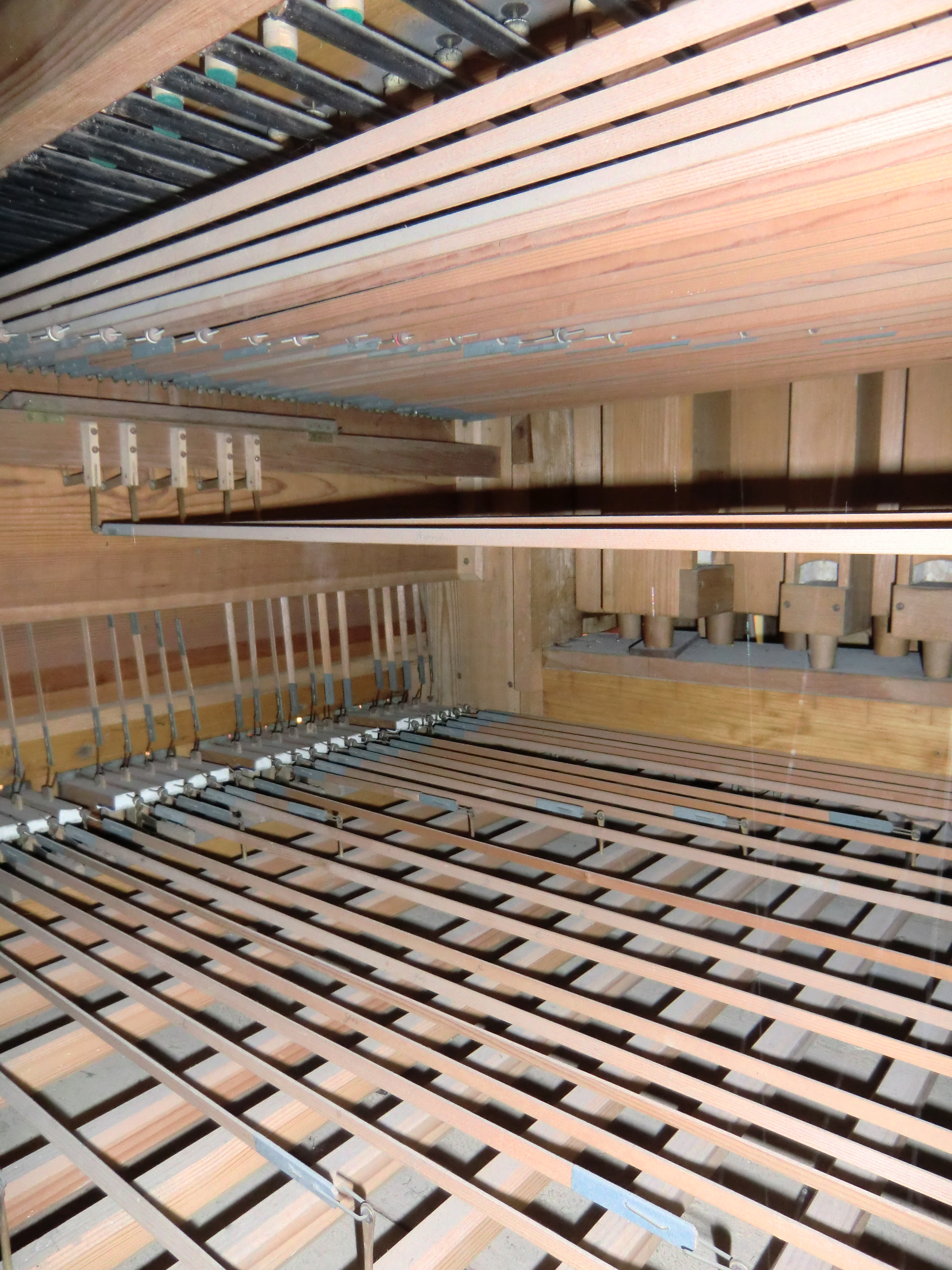
mechanische Kegelladen-Traktur (Spieltischseite)

## Glocken
Anfang des 20. Jh. stiftete die Kirchengemeinde von Sauerthal eine Glocke der Lorcher Gemeinde für die Kreuzkapelle. Eine Glocke wurde 1952 der Glockengießerei Junker in Zahlung gegeben und eine dritte der Stadt Kaub für die Friedhofshalle überlassen.
1952 wurden die heutigen drei Glocken ihrer Bestimmung übergeben.
Der Glockengutachter Hubert Foersch bezeichnet das Sauerthaler Junkergeläute als enttäuschend. Die unzureichende Klangentfaltung, das schnelle Abklingen und die verzogene Schlagtonlinie ließen auf mangelnde Umsicht beim Guss schließen.
| Nr. | Name      | Masse (kg) | Ø (mm) | Schlagton (16tel) | Abklingdauer (Sec.) | Klangverlauf | Gussjahr | Glockengießer | Inschrift |
| 1   | Maria     | 110        | 590    | e2 +5             | 40                  | ruhig        | 1952     | Albert Junker | Auf der Schulter: „A. JUNKER BRILON 1952.“ Auf der Flanke: „HEILIGE MUTTER GOTTES / BITTE DASS GOTT IN UNS DEN GLAUBE VERMEHRE.“                |
| 2   | Anna      | 76         | 494    | g2 -4             | 23                  | ruhig        | 1952     | Albert Junker | Auf der Schulter: „A. JUNKER BRILON 1952.“ Auf der Flanke: „HEILIGE ANNA, MUTTER MARIENS / BITTE DASS GOTT IN UNS DIE / HOFFNUNG STÄRKE.“       |
| 3   | Elisabeth | 50         | 440    | a2 -3             | 14                  | wellig       | 1952     | Albert Junker | Auf der Schulter: „A. JUNKER BRILON 1952.“ Auf der Flanke: „HEILIGE ELISABETH, MUTTER DER ARMEN / BITTE DASS GOTT IN UNS DIE / LIEBE ENTZÜNDE.“ |